# Звонок: Последняя глава
«Звонок: Последняя глава» (яп. リング最終章 Рингу Сайсю:сё:) — японский 12-серийный телесериал, основанный на одноимённом романе Кодзи Судзуки, вышедший в 1999 году. В том же году вышло и его продолжение — 13-серийный телесериал «Спираль».

## Сюжет
Японский журналист и его друг, профессор медицинского университета, расследуют череду загадочных смертей — несколько человек умерло от остановки сердца. Они узнают, что всему виной загадочная видеозапись, которую погибшие смотрели перед смертью: каждый просмотревший запись, должен умереть через 13 дней. В итоге выясняется, что причины смертей — не мистическое проклятие, а научный эксперимент.

## В ролях
- Тосиро Янагиба в роли Кадзуюки Асакавы
- Томоя Нагасэ в роли Рюдзи Такаямы
- Котоми Кёно в роли Акико Ёсино
- Акико Яда в роли Май Такано
- Таэ Кимура в роли Садако Ямамуры
- Юта Фукагава в роли Ёити Асакавы
- Хитоми Куроки в роли Риэко Мияситы